# 塞西莉亞·卡蘭薩
塞西莉亞·卡蘭薩（1986年12月29日—）是一名阿根廷帆船運動員，曾代表國家參加2012年倫敦奧運的女子單人小艇輻射型比賽，並未獲得獎牌。